# Akihabara
Akihabara (秋葉原 (Thu Diệp Nguyên)) là một quận ở đặc khu Chiyoda của Tokyo, Nhật Bản. Cái tên Akihabara là cách gọi tắt của Akibagahara (秋葉が原 "cánh đồng lá mùa thu"), bắt nguồn từ Akiba (アキバ), đặt theo tên một vị thần điều khiển lửa trong một ngôi đền được xây dựng trên tàn tích của một khu vực bị hỏa hoạn thiêu trụi vào năm 1869.

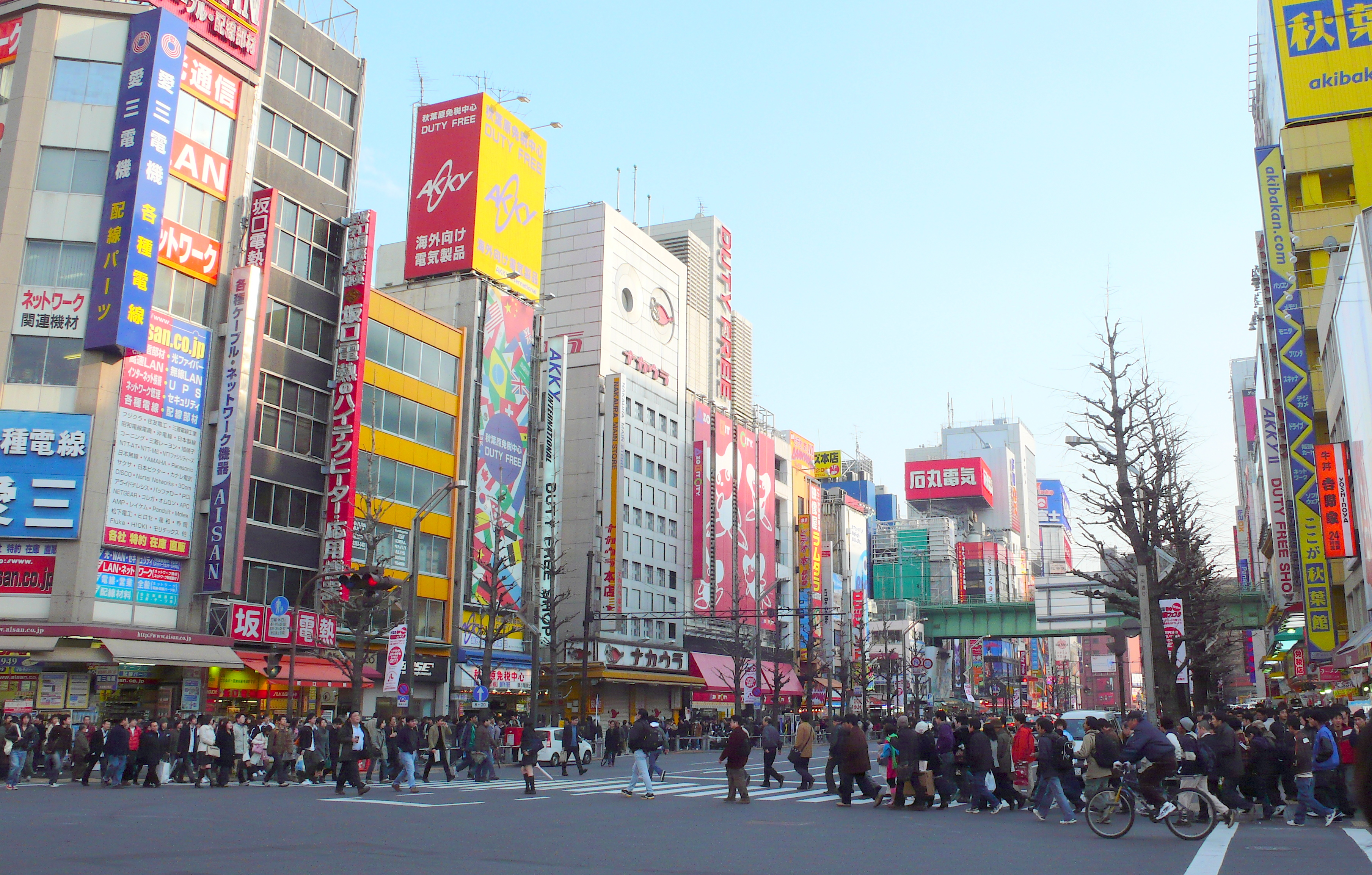
Akihabara năm 2007

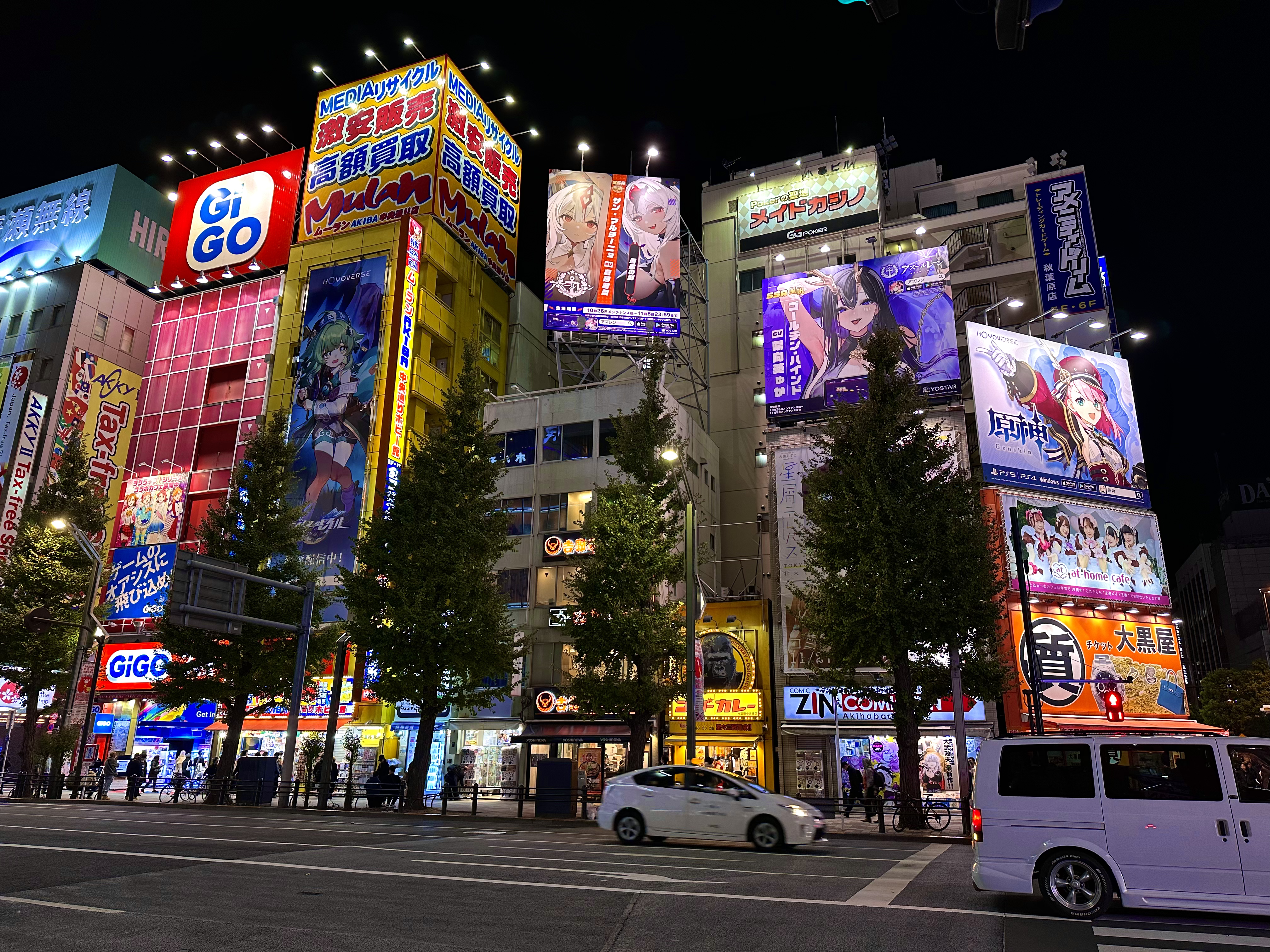
Akihabara về đêm

Akihabara được gán cho biệt danh Khu phố điện tử Akihabara (秋葉原電気街 (Thu Diệp Nguyên điện khí nhai) Akihabara Denki Gai) ngay khi Chiến tranh thế giới thứ hai kết thúc, lúc nó trở thành một trung tâm mua sắm lớn nổi tiếng với các mặt hàng điện tử gia dụng và thị trường chợ đen thời hậu chiến. Ngày nay, Akihabara được nhiều người xem là một trung tâm văn hóa otaku và khu mua sắm các hàng hóa liên quan đến video game (gồm visual novel), anime, manga, light novel và máy vi tính. Hình ảnh anime và manga nổi tiếng được trưng bày nổi bật trên nhiều cửa hàng trong khu vực, và rất nhiều quán cà phê hầu gái mở ra tại đây.